# Overkill (альбом)
Overkill (рус. Массовое уничтожение) — второй студийный альбом английской рок-группы Motörhead, выпущенный в марте 1979 года на лейбле Bronze Records.

## Об альбоме
Американские трэш-металлисты Overkill взяли название группы в честь одноимённой песни из этого альбома.

## Список композиций
Слова и музыка всех песен — Иэн «Lemmy» Килмистер, Фил «Philthy Animal» Тейлор и Эдди Кларк, если не указано иначе.
| №   | Название                                             | Длительность |
| --- | ---------------------------------------------------- | ------------ |
| 1.  | «Overkill»                                           | 5:12         |
| 2.  | «Stay Clean»                                         | 2:40         |
| 3.  | «(I Won't) Pay Your Price»                           | 2:56         |
| 4.  | «I'll Be Your Sister»                                | 2:51         |
| 5.  | «Capricorn»                                          | 4:06         |
| 6.  | «No Class»                                           | 2:39         |
| 7.  | «Damage Case» (Кларк, Килмистер, Тейлор, Мик Фаррен) | 2:59         |
| 8.  | «Tear Ya Down»                                       | 2:39         |
| 9.  | «Metropolis»                                         | 3:34         |
| 10. | «Limb from Limb»                                     | 4:54         |

| №   | Название                                       | Длительность |
| --- | ---------------------------------------------- | ------------ |
| 11. | «Too Late Too Late» ("Overkill" B-side)        | 3:25         |
| 12. | «Like a Nightmare» ("No Class", сторона Б)     | 4:13         |
| 13. | «Louie Louie» (сторона А сингла; Ричард Берри) | 2:47         |
| 14. | «Tear Ya Down» (инструментальная версия)       | 2:39         |
| 15. | «Louie Louie» (альтернативная версия; Берри)   | 2:52         |

### Подарочное издание
Первый диск содержит первоначальное издание альбома без бонус-треков.
Слова и музыка всех песен — Kilmister, Taylor и Clarke, если не указано иначе.
| №   | Название                                                  | Длительность |
| --- | --------------------------------------------------------- | ------------ |
| 1.  | «Louie Louie» (сторона А сингла; Ричард Берри)            | 2:47         |
| 2.  | «Louie Louie» (альтернативная версия; Берри)              | 2:52         |
| 3.  | «Louie Louie» (альтернативная версия 2; Берри)            | 2:45         |
| 4.  | «Tear Ya Down» ("Louie Louie", сторона Б)                 | 2:41         |
| 5.  | «Tear Ya Down» (альтернативная версия)                    | 2:41         |
| 6.  | «Tear Ya Down» (инструментальная версия)                  | 2:39         |
| 7.  | «Too Late Too Late» ("Overkill", сторона Б)               | 3:25         |
| 8.  | «Like a Nightmare» ("No Class", сторона Б)                | 4:13         |
| 9.  | «Like a Nightmare» (альтернативная версия)                | 4:27         |
| 10. | «Louie Louie» (BBC Radio 1 John Peel Session '78; Berry)  | 2:46         |
| 11. | «I'll Be Your Sister» (BBC Radio 1 John Peel Session '78) | 3:15         |
| 12. | «Tear Ya Down» (BBC Radio 1 John Peel Session '78)        | 2:39         |
| 13. | «Stay Clean» (BBC Radio 1 In-Concert '79)                 | 3:03         |
| 14. | «No Class» (BBC Radio 1 In-Concert '79)                   | 2:43         |
| 15. | «I'll Be Your Sister» (BBC Radio 1 In-Concert '79)        | 3:35         |
| 16. | «Too Late Too Late» (BBC Radio 1 In-Concert '79)          | 3:24         |
| 17. | «(I Won't) Pay Your Price» (BBC Radio 1 In-Concert '79)   | 3:19         |
| 18. | «Capricorn» (BBC Radio 1 In-Concert '79)                  | 4:14         |
| 19. | «Limb from Limb» (BBC Radio 1 In-Concert '79)             | 5:26         |

## Участники записи
- Иэн Фрейзер «Лемми» Килмистер — вокал, бас-гитара, вторая гитара в соло «Limb From Limb»
- Эдди Кларк — гитара
- Фил Тейлор — ударные